# Vaux-lez-Rosières
Vaux-lez-Rosières (Waals: Li Vå-addé-Rozire) is een dorp in de Belgische provincie Luxemburg en een deelgemeente van Vaux-sur-Sûre. De plaats ligt aan de Sûre.

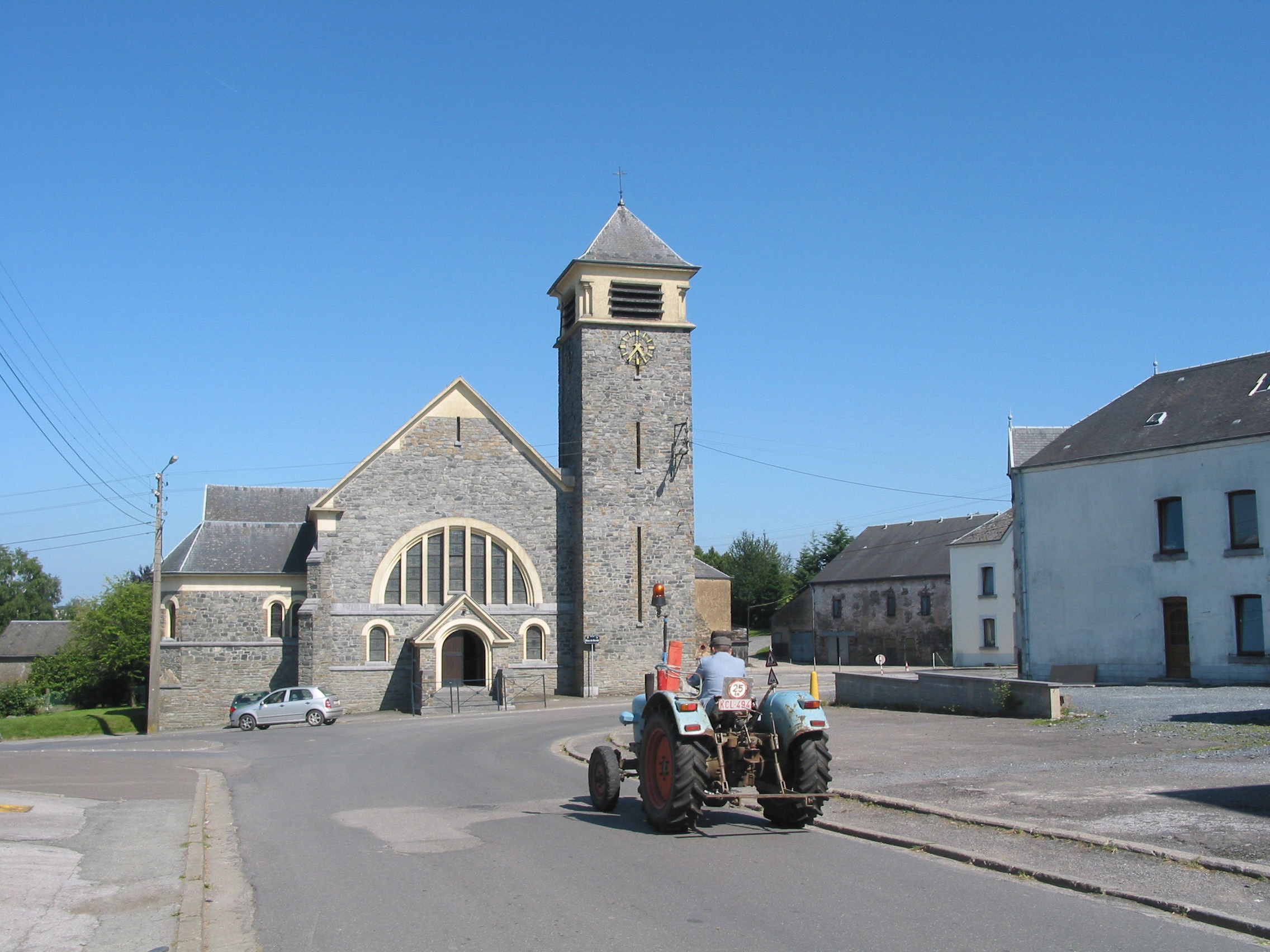
Dorpscentrum

## Geschiedenis
Het laatste deel van de plaatsnaam verwijst naar de plaats Rosières (Rosière-la-Grande en Rosière-la-Petite), een kilometer ten noorden van Vaux. Op het eind van het ancien régime werd Vaux-lez-Rosières ondergebracht in de gemeente Nives, waarvan het dorpscentrum ruim twee kilometer ten oosten ligt. In 1906 werd Vaux-lez-Rosières afgesplitst als zelfstandige gemeente.
In 1971 werd Vaux-lez-Rosières een deelgemeente van de nieuwe gemeente Vaux-sur-Sûre. De plaats werd het centrum en naamgever van de nieuwe fusiegemeente.

## Demografische ontwikkeling
- Bronnen:NIS, Opm:1831 tot en met 1970=volkstellingen
- 1910:Afsplitsing van Nives
- 1970:Aanhechting van Moret en NIves

## Bezienswaardigheden
- De Église Saint-Bernard

Deelgemeenten: Hompré · Juseret · Morhet · Nives · Sibret · Vaux-lez-Rosières

Overige dorpen en gehuchten: Assenois · Belleau · Bercheux · Chaumont · Chenogne · Clochimont · Cobreville · Grandru · Jodenville · La Barrière · Lavaselle · Lescheret · Mande-Sainte-Marie · Morhet-Station · Poisson-Moulin · Remichampagne · Remience · Remoiville · Rosières · Salvacourt · Sûre · Villeroux 

Belgische gemeenten · Arrondissement Neufchâteau · Luxemburg · Wallonië